# ブライアン・マティス
ブライアン・ロバート・マティス（Brian Robert Matusz, 1987年2月11日 - 2025年1月6日）は、アメリカ合衆国コロラド州メサ郡グランドジャンクション出身のプロ野球選手（投手）。左投左打。

## 経歴

### プロ入り前
2007年7月にはブラジルのリオデジャネイロで行われた第15回パンアメリカン競技大会における野球競技のアメリカ合衆国代表に選ばれ、銀メダルを獲得した。
2008年、12勝・防御率1.71・141奪三振の成績で、ウェスト・コースト・カンファレンスの最優秀投手に選出されたり、ロジャー・クレメンス賞の最終選考の一人に選ばれた。

### プロ入りとオリオールズ時代
2008年のMLBドラフト1巡目（全体4位）でボルチモア・オリオールズから指名。入団交渉期限日となった8月15日に契約。
2009年は傘下のマイナー2球団（A+級フレデリック・キーズとAA級ボウイ・ベイソックス）で11勝2敗・防御率1.91を記録。7月にはオールスター・フューチャーズゲームのアメリカ合衆国選抜に選出された。9月にはオリオールズ傘下の最優秀投手に選出された。球団は8月4日にキャム・ミコライオと入れ替わりでマティスをメジャーへ昇格させ、同日のデトロイト・タイガース戦でメジャーデビュー。その後、ローテーション入りしたが、球団は酷使を防ぐため、9月12日の登板を最後にシーズンを終えた。
2010年はルーキー・オブ・ザ・イヤーの最有力候補として開幕を迎えたが、7月末の時点で3勝11敗・防御率5.46という数字だった。しかし、監督がバック・ショーウォルターに交代してから調子が上がり、シーズン終盤には6連勝してシーズンを終えた。後半に調子が上がった理由は、登板前にピッチングコーチ・捕手のマット・ウィータースと共に各打者に対する攻め方を検討し、細かなプランを立てて投球に臨んでいたためである。
2011年はエース格として期待されながらも1勝9敗・防御率10.69という悲惨な成績に終わった。10試合以上先発した投手では2000年にロイ・ハラデイが記録した防御率10.64を超える史上最悪の防御率となった。
2012年は先発で結果を残せず途中でマイナー降格し、再昇格した後半は中継ぎに回った。
2013年からは、中継ぎ左腕として起用されている。
2014年1月17日にオリオールズと240万ドルの1年契約に合意した。この年も全てリリーフで63試合に登板。防御率を僅かに向上させたほか、投球イニング数を上回る三振を奪うなど、前年の投球がまぐれでないと証明した。特にピンチの場面で強さを発揮し、引き継いだランナー49人中39人の生還を阻止した。
2015年5月23日のマイアミ・マーリンズ戦で右腕に異物を付けて登板したため、8試合の出場停止処分を受けた。この年は通算250試合登板を達成。レギュラーシーズンでは58試合にリリーフ登板した。1勝4敗と大きく負け越したものの、防御率2.94（自身初の3.00未満）を記録し、前年に引き続き投球回以上の奪三振をマークするなど、リリーフ投手としての適性を示した。

### ブレーブス傘下時代
2016年5月23日にマイナー選手2名とのトレードでアトランタ・ブレーブスへ移籍したが、当日中にDFAとなった。6月1日に自由契約となった。

### カブス時代
2016年6月15日にシカゴ・カブスとマイナー契約を結んだ。7月31日にメジャー契約を結んで25人枠入りし、同日のシアトル・マリナーズ戦で4年ぶりに先発したが、3回6失点と乱調だった（勝敗付かず）。翌日の8月1日にDFAとなり、3日に40人枠を外れる形で傘下のAAA級アイオワ・カブスへ配属された。オフの11月7日にFAとなった。

### ダイヤモンドバックス時代
2017年2月13日にアリゾナ・ダイヤモンドバックスとマイナー契約を結び、スプリングトレーニングに招待選手として参加することになった。開幕は傘下のAAA級リノ・エーシズで迎え、11試合に登板。5月13日に自由契約となった。
2018年は所属球団は無かった。

### メキシカンリーグ時代
2019年7月23日にメキシカンリーグのモンクローバ・スティーラーズと契約したが、初登板で3回5失点を喫し、7月28日に解雇となった。

### 独立リーグ時代
2019年8月2日に独立リーグであるアトランティックリーグのロングアイランド・ダックスと契約。オフに退団した。

### 死去
2025年1月6日に37歳の若さで死去。フェニックスの家で遺体として発見された。地元メディアによると鎮痛薬や吸引器具が発見されており、死因は薬物の過剰摂取の可能性が高いとのこと。

## 人物
父親のマイケルはパデュー大学で陸上競技をプレーし、兄弟のクリスもアイオワウェズリアン大学で野球をプレーするなどスポーツ一家だった。

## 詳細情報

### 年度別投手成績
| 年 度    | 球 団    | 登 板 | 先 発 | 完 投 | 完 封 | 無 四 球 | 勝 利 | 敗 戦 | セ 丨 ブ | ホ 丨 ル ド | 勝 率 | 打 者 | 投 球 回 | 被 安 打 | 被 本 塁 打 | 与 四 球 | 敬 遠 | 与 死 球 | 奪 三 振 | 暴 投 | ボ 丨 ク | 失 点 | 自 責 点 | 防 御 率 | W H I P |
| -------- | -------- | ----- | ----- | ----- | ----- | -------- | ----- | ----- | -------- | ----------- | ----- | ----- | -------- | -------- | ----------- | -------- | ----- | -------- | -------- | ----- | -------- | ----- | -------- | -------- | ------- |
| 2009     | BAL      | 8     | 8     | 0     | 0     | 0        | 5     | 2     | 0        | 0           | .714  | 196   | 44.2     | 52       | 6           | 14       | 0     | 0        | 38       | 0     | 0        | 24    | 23       | 4.63     | 1.48    |
| 2010     | BAL      | 32    | 32    | 0     | 0     | 0        | 10    | 12    | 0        | 0           | .455  | 760   | 175.2    | 173      | 19          | 63       | 3     | 7        | 143      | 1     | 0        | 88    | 84       | 4.30     | 1.34    |
| 2011     | BAL      | 12    | 12    | 0     | 0     | 0        | 1     | 9     | 0        | 0           | .100  | 245   | 49.2     | 81       | 18          | 24       | 1     | 0        | 38       | 0     | 0        | 60    | 59       | 10.69    | 2.11    |
| 2012     | BAL      | 34    | 16    | 0     | 0     | 0        | 6     | 10    | 0        | 4           | .375  | 441   | 98.0     | 112      | 15          | 41       | 4     | 0        | 81       | 0     | 0        | 61    | 53       | 4.87     | 1.56    |
| 2013     | BAL      | 65    | 0     | 0     | 0     | 0        | 2     | 1     | 0        | 18          | .667  | 208   | 51.0     | 43       | 3           | 16       | 2     | 2        | 50       | 0     | 0        | 21    | 20       | 3.53     | 1.16    |
| 2014     | BAL      | 63    | 0     | 0     | 0     | 0        | 2     | 3     | 0        | 14          | .400  | 226   | 51.2     | 51       | 7           | 17       | 4     | 3        | 53       | 3     | 0        | 23    | 20       | 3.48     | 1.32    |
| 2015     | BAL      | 58    | 0     | 0     | 0     | 0        | 1     | 4     | 0        | 2           | .200  | 206   | 49.0     | 38       | 5           | 20       | 3     | 3        | 56       | 2     | 0        | 18    | 16       | 2.94     | 1.18    |
| 2016     | BAL      | 7     | 0     | 0     | 0     | 0        | 0     | 0     | 0        | 1           | ----  | 35    | 6.0      | 11       | 3           | 7        | 0     | 0        | 1        | 0     | 0        | 8     | 8        | 12.00    | 3.00    |
| 2016     | CHC      | 1     | 1     | 0     | 0     | 0        | 0     | 0     | 0        | 0           | ----  | 18    | 3.0      | 6        | 3           | 2        | 0     | 1        | 2        | 1     | 0        | 6     | 6        | 18.00    | 2.67    |
| '16計    | CHC      | 8     | 1     | 0     | 0     | 0        | 0     | 0     | 0        | 1           | ----  | 53    | 9.0      | 17       | 6           | 9        | 0     | 1        | 3        | 1     | 0        | 14    | 14       | 14.00    | 2.89    |
| MLB：8年 | MLB：8年 | 280   | 69    | 0     | 0     | 0        | 27    | 41    | 0        | 39          | .397  | 2335  | 528.2    | 567      | 79          | 204      | 17    | 16       | 462      | 7     | 0        | 309   | 289      | 4.92     | 1.46    |

### 記録
MiLB
- オールスター・フューチャーズゲーム選出：1回（2009年）

### 背番号
- 52（2009年）
- 17（2010年 - 2016年途中）
- 15（2016年途中 - 同年終了）

### 代表歴
- 2007年パンアメリカン競技大会男子野球アメリカ合衆国代表（英語版）